# Tadeusz Stecki (kapitan)
Tadeusz Stecki (ur. 17 lutego 1864 w Sosnowcu, zm. 23 stycznia 1940 w Milanówku) – kapitan żeglugi wielkiej.

## Życiorys
Był synem Leona i Walerii z domu Świątkowska. Od 1873 mieszkał w Odessie w związku z przeniesieniem służbowym ojca – pracownika rosyjskiej administracji celnej. W 1874 rozpoczął naukę w gimnazjum klasycznym zakończoną w 1882 uzyskaniem świadectwa dojrzałości. Następnie uczęszczał do Szkoły Żeglugi Handlowej w Odessie, którą ukończył w 1885. Od czerwca 1888 pracował jako porucznik żeglugi wielkiej w kompanii żeglugowej Rosyjskie Towarzystwo Żeglugi Handlowej (Русское общество пароходства и торговли – РОПиТ). Służył jako młodszy pomocnik kapitana na statkach pasażerskich i towarowych pływających między portami Morza Czarnego i Morza Śródziemnego. 17 marca 1890 przed państwową komisją egzaminacyjną w Odessie uzyskał  dyplom kapitana żeglugi wielkiej. Od 13 marca 1897 przez 21 lat pracował (najpierw jako oficer, później kapitan) we Flocie Ochotniczej (Доброво́льный флот), obsługującej linie dalekowschodnie. W czasie wojny rosyjsko-japońskiej, jako chorąży rezerwy marynarki wojennej, został 12 lipca 1904 zmobilizowany do służby czynnej. Był oficerem nawigacyjnym statku „Смоленск”, przemianowanym podczas wojny na krążownik pomocniczy „Рион”. W tym miesiącu objął dowództwo zdobycznego okrętu „Formoza”. Miesiąc później został oficerem nawigacyjnym oddziału transportowców II Eskadry Oceanu Spokojnego. Po demobilizacji, 1 października 1905, wrócił do służby we Flocie Ochotniczej, gdzie wkrótce objął stanowisko kapitana i do 1914 dowodził statkami: „Володимир” (1907), „Нижний Новгород” (1910), „Могилев”, „Саратов”, „Петербург”, „Херсон” i „Киев”. Ponownie zmobilizowany podczas I wojny światowej, przewoził na transportowcu „Киев” amunicję z portów amerykańskich do Władywostoku i Archangielska. 1 sierpnia 1918 odszedł ze służby w rosyjskiej marynarce wojennej. 26 września 1918 przybył do Warszawy, a 15 maja 1919 został urzędnikiem cywilnym w Sekcji Ekonomicznej Departamentu dla Spraw Morskich Ministerstwa Spraw Wojskowych, której do 1922 podlegała marynarka handlowa. Uczestniczył w pracach nad zorganizowaniem szkolnictwa morskiego. Od sierpnia 1919 wchodził w skład komisji, która opracowywała statut i program nauczania dla przyszłej Szkoły Morskiej w Tczewie. Od 1 stycznia 1922 pracował w Ministerstwie Przemysłu i Handlu Departament Marynarki Handlowej (później Departament Morski Ministerstwa Przemysłu i Handlu), m.in. jako st. referent, radca ministerialny. 1 sierpnia 1931 przeszedł na emeryturę.
W latach 1925–1931 na łamach miesięcznika „Morze” publikował wspomnienia ze służby w rosyjskiej marynarce handlowej oraz wiele artykułów o rozwoju Polskiej Marynarki Handlowej i innych poświęconych problematyce morskiej.
Miał żonę Józefę z Górskich.
Został pochowany na cmentarzu w Milanówku.

## Artykuły opublikowane na łamach miesięcznika „Morze”
- Tajfun (1925 nr 1),
- Czterdzieści dni na rafach (1925 nr 2),
- Szkoła Morska w Tczewie (1925 nr 4),
- Statek szkolny „Shuntoku Maru” (1925 nr 5),
- Z pielgrzymką muzułmańską do Dżeddy (1925 nr 5),
- Wyszkolenie przyszłych oficerów (1925 nr 6),
- W sprawie statków dla „Polskiej Żeglugi Morskiej” (1925 nr 7),
- Szczury na statkach (koszta i rezultaty tępienia szczurów za pomocą wykurzania) (1926 nr 1),
- Z dziennika marynarza (1926 nr 12, 1927 nr 2, 1927 nr 3-4, 1927 nr 6, 1927 nr 7, 1927 nr 8–9, 1927 nr 10, 1927 nr 8-9, 1928 nr 2, 1928 nr 8),
- Subwencje dla polskich towarzystw okrętowych (1927 nr 3–4),
- Fajka i morze (1927 nr 12),
- Ze wspomnień starego kapitana. Z chorymi żołnierzami tureckimi z Morza Czerwonego do Konstantynopola (1931 nr 3),
- Ze wspomnień starego marynarza. Ojciec Płaton (1931 nr 8).

## Odznaczenia
- Złoty Krzyż Zasługi (16 stycznia 1930)[1]
- Order św. Anny III klasy[2],
- Order św. Stanisława III klasy[2].